# Flughafen Mo i Rana, Røssvoll

i7
i11
i13
Der Flughafen Mo i Rana, Røssvoll (norwegisch Mo i Rana lufthavn, Røssvoll, IATA-Code: MQN, ICAO-Code: ENRA) ist ein  Flughafen in der Provinz Nordland in Norwegen. Er befindet sich rund zehn Kilometer nordöstlich der am Ranfjord gelegenen Stadt Mo i Rana. Betreiber des Flughafens ist das norwegische Staatsunternehmen Avinor.
Der Flughafen Mo i Rana wird derzeit nur von der norwegischen Regionalfluggesellschaft Widerøe angeflogen (Stand September 2013). Direkte Linienflugverbindungen gibt es nach Bodø, Brønnøysund, Mosjøen, Rørvik, Sandnessjøen und Trondheim.
2022 hat der Bau eines neuen Flughafens begonnen. Es wird sich 5 km südlich des derzeitigen Standorts befinden, und über eine lange Landebahn verfügen, um Jetflüge direkt nach Oslo und international zu ermöglichen.